# Granby (Québec)
Granby è una città canadese della provincia del Québec.

## Geografia fisica
Dall'autostrada 10 (uscita 68 e 74), Granby si trova a metà strada tra Montréal e Sherbrooke. La città è attraversata al centro dal fiume Yamaska Nord che, dirigendosi verso nord, confluisce nel lago Boivin. L'ambiente è prevalentemente urbano con terreni agricoli periurbani. Gran parte del territorio è costituito da zone residenziali, industrie e attività commerciali. La regione è caratterizzata dalla presenza di foreste, praterie e zone umide.
A seguito di un referendum del 28 maggio 2006, il 1º gennaio 2007 Granby è divenuta una municipalità formata dalla città e dal suo comune.
Granby possiede un ospedale, la Cégep de Granby, una biblioteca comunale, uno zoo (lo Zoo de Granby) e il Centre d'interprétation de la nature du lac Boivin.

## Origini del nome
Come molti altri centri abitati dei Cantons-de-l'Est, Granby prende il nome da un importante personaggio della nobiltà inglese, in questo caso John Manners, marchese di Granby. È dall'8 gennaio 1803 che la regione dell'attuale città porta il nome del politico e ufficiale inglese. Il nome Granby è di origine norrena dove gran significa "abete" e by "villaggio" o "borgata".

## Storia
La regione di Granby un tempo era abitata da nativi americani. Nel 1792 i lealisti furono autorizzati a colonizzare la regione dei Cantons-de-l'Est. Il 29 gennaio 1803, il consiglio esecutivo del Québec concesse i terreni di Granby al colonnello Henry Caldwell e ai suoi 97 soci. Il primo colono a stabilirsi sui terreni dell'odierna città fu John Horner nel 1813, che tra l'altro costruì una segheria non lontana dal fiume Yamaska. Dodici anni dopo, nel 1825, aprì un negozio di generi alimentari con Richard Frost. Richard Frost disegnò anche il piano della città.